# Питър Колинс
Питър Джон Колинс (на английски: Peter Collins) е британски автомобилен състезател, участник в световния шампионат на Формула 1.

## Формула 1
Той записва 35 старта като дебютира на 18 май 1952 г. Печели 3 старта и се класира 9 пъти на подиума, като за цялата си кариера събира 47 точки. Загива по време на състезанието за Голямата награда на Германия през 1958 г.